# Selaginella rajasthanensis
Selaginella rajasthanensis là một loài dương xỉ trong họ Selaginellaceae. Loài này được Gena, Bhardwaja & A.K. Yadav mô tả khoa học đầu tiên năm 1979.
Danh pháp khoa học của loài này chưa được làm sáng tỏ. 